# Guadiana

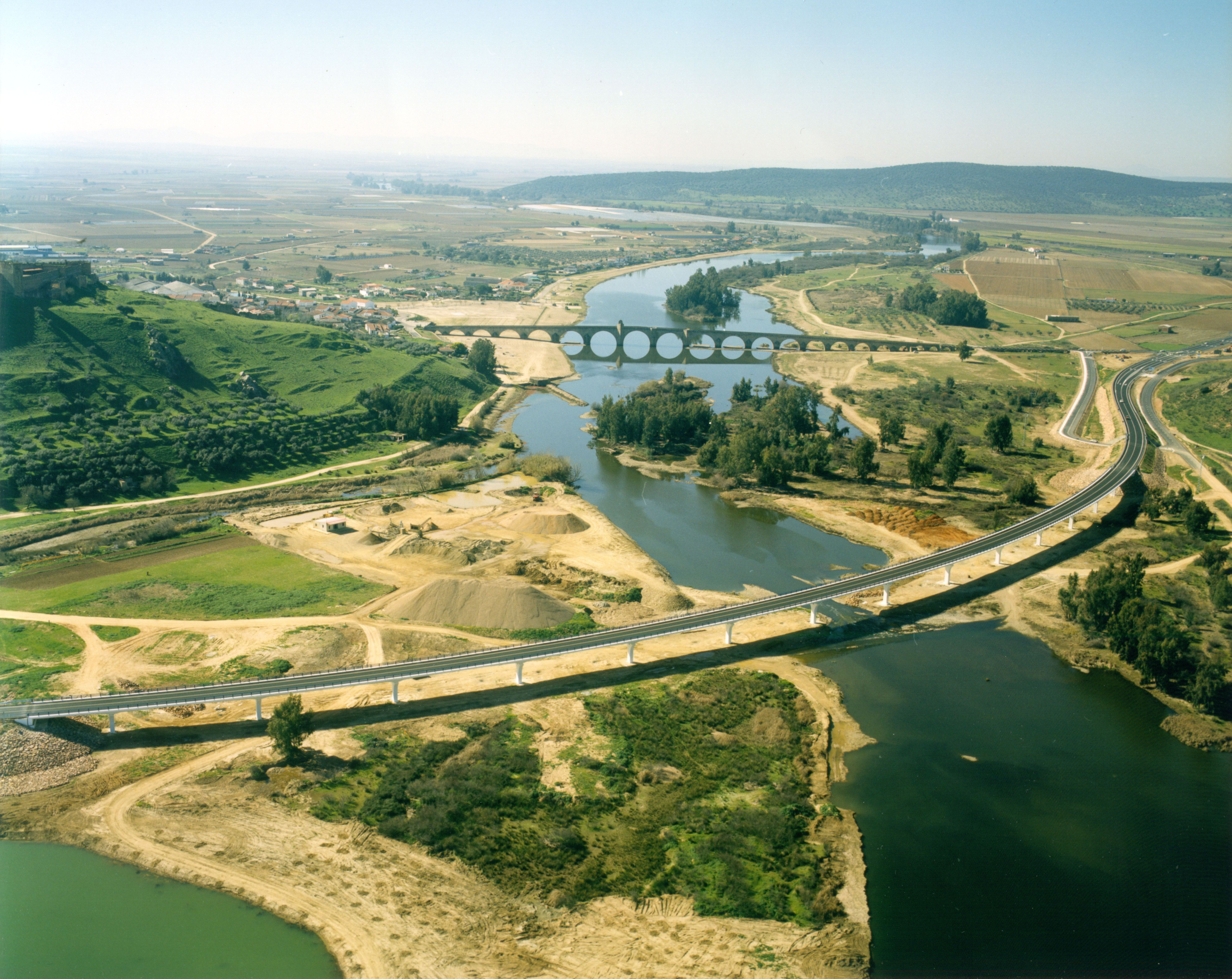
Guadiana na středním toku u Medellínu v provincii Badajoz, Španělsko.

Guadiana (portugalsky Rio Guadiana z arabského vádí, v antice latinsky Anas) je řeka ve Španělsku (Kastilie-La Mancha, Andalusie, Extremadura) a v Portugalsku. Je 818 km dlouhá. Z toho je 578 km ve Španělsku, 100 km tvoří portugalsko-španělskou hranici a 140 km je v Portugalsku. Povodí má rozlohu 68 000 km².

## Průběh toku
Pramení na planině La Mancha. Teče nejprve v hluboké dolině, která je zaříznutá do Novokastilské vysočiny a poté Extremadurskou nížinou. Dále protíná zvlněnou rovinu Alentejo a vtéká do pobřežní nížiny. Ústí do Cádizského zálivu Atlantského oceánu, přičemž vytváří estuár.

## Vodní stav
Zdroj vody je převážně dešťový. Nejvyšší vodnosti dosahuje v zimě a na jaře a nejnižší v létě.

## Využití
Využívá se na zavlažování. Na řece byla vybudována největší portugalská přehrada Alqueva s plochou 250 km2. Dostavěna byla v roce 2002 a napuštěna v roce 2010. K ní příslušná vodní elektrárna má celkem 4 přečerpávací Francisovy turbíny po 130 MW. Další velkou přehradou je Cíjara na španělském území s plochou 66 km2 z roku 1956 a s vodní elektrárnou 2× 50 MW.
Vodní doprava je možná na dolním toku, do města Pomarão (Portugalsko) mohou i námořní lodě. V ústí se nachází přístav Vila Real de Santo Antonio (Portugalsko).